# Sturzkampfgeschwader 160
La Sturzkampfgeschwader 160 (St.G.160) (160e escadron de bombardement en piqué) est une unité de bombardements en piqué de la Luftwaffe pendant la Seconde Guerre mondiale.

## Opérations
Le St.G.160 a mis en œuvre des avions Henschel Hs 123 et des Junkers Ju 87B.

## Organisation
Le St.G.160 n'a été que partiellement constitué, sans Geschwaderstab (état-major d'escadron) avec seulement un gruppe. 

### I. Gruppe
Formé le 1er novembre 1938 à Insterburg à partir d'éléments du Schlachtfliegergruppe 20 avec :
- Stab I./St.G.160
- 1./St.G.160
- 2./St.G.160
- 3./St.G.160

Le 1er mai 1939, le I./St.G.160 devient I./St.G.1 avec :
- Stab I./St.G.160 devient Stab I./St.G.1
- 1./St.G.160 devient 1./St.G.1
- 2./St.G.160 devient 2./St.G.1
- 3./St.G.160 devient 3./St.G.1

Gruppenkommandeure (Commandant de groupe) :
| Début             | Fin          | Grade | Nom            |
| ----------------- | ------------ | ----- | -------------- |
| 1er novembre 1938 | 1er mai 1939 | Major | Werner Rentsch |